# Powiat halicki (I Rzeczpospolita)
Powiat halicki, ukr. Галицький повіт – dawna jednostka samorządu terytorialnego i podziału administracyjnego czasów I Rzeczypospolitej z siedzibą w Haliczu. Istniała w XV–XVIII wiekach.